# 岐阜県立岐阜工業高等学校

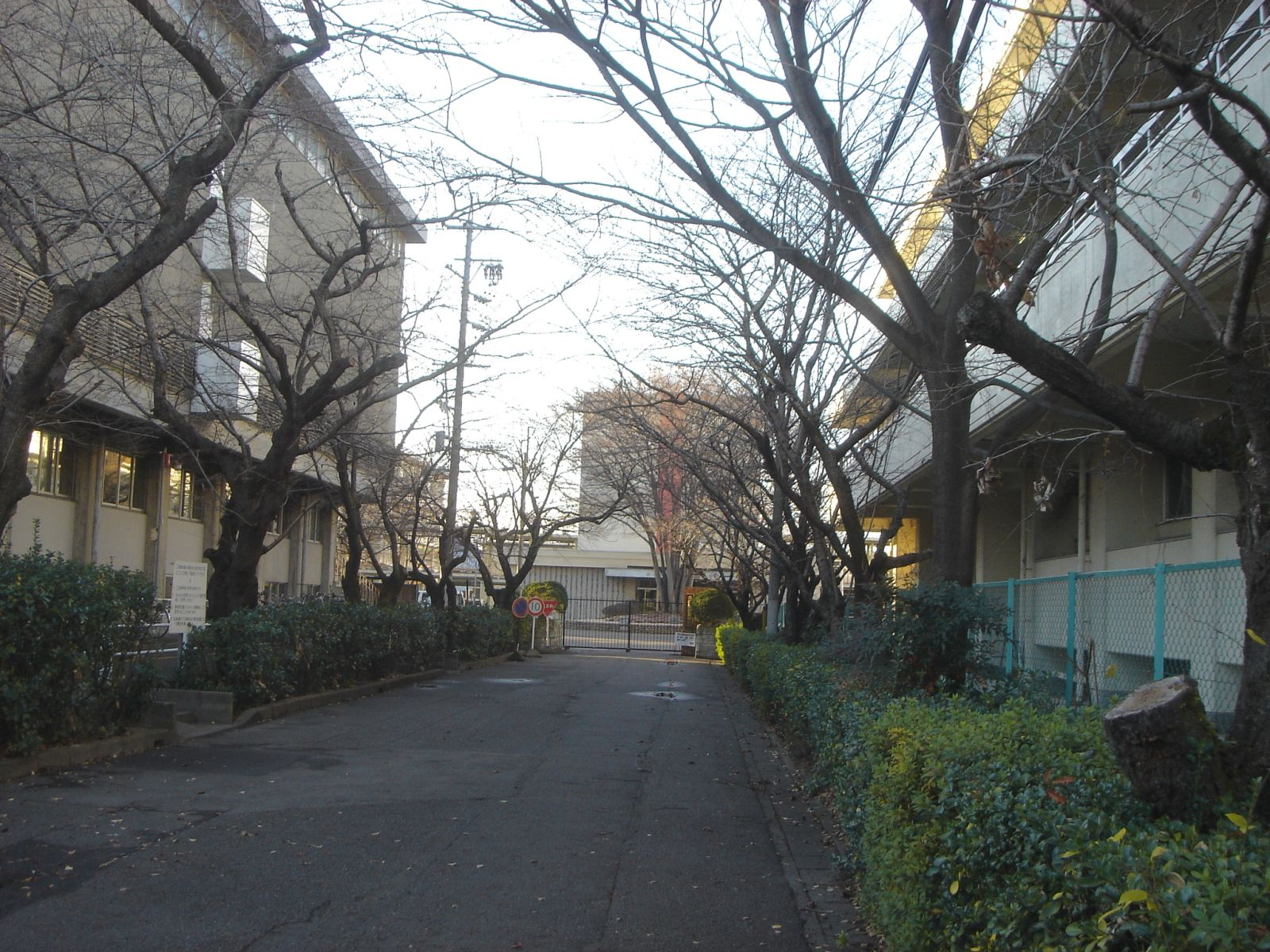
2007年（平成19年）撮影

岐阜県立岐阜工業高等学校（ぎふけんりつ ぎふこうぎょうこうとうがっこう）は、岐阜県羽島郡笠松町常盤町にある公立工業高等学校。

## 学校概要

### 学科
全日制（全9クラス）
- 航空機械工学科（2クラス)
- 電子機械工学科
- 設備システム工学科
- 建設工学科
- 化学技術工学科
- 電気工学科
- 電子工学科
- デザイン工学科

定時制（全1クラス）
- 工業技術科

### 制服
2017年（平成29年）度よりデザインが刷新されている。
- ブレザー及びカッターシャツには胸ポケットに岐阜工業高校の頭文字をとった「GK」をかたどったマークがあしらわれている。
- スラックス並びにスカートはグレンチェック柄で夏用・冬用がそれぞれ存在する。なお、制服刷新の際に女子用スラックスが新しく導入されている。
- ネクタイとリボンは金色と濃緑色のレジメンタルストライプである。

### 伝統行事
毎年1月には耐寒強歩大会があり、笠松町から羽島市にかけての木曽川堤防沿いを男子が往復27.8km（制限時間5時間）、女子が片道の12.5km（制限時間4時間）を踏破する。
当日は各所にコース設定がされたり道中およびゴールではPTAが湯茶を振る舞ったりするなどかなり大掛かりな行事となっている。

## 沿革
- 1926年（大正15年） - 岐阜県第一工業学校を設立[1]。
- 1929年（昭和4年） - 敷地内に岐阜県工業試験場が移転[1]。
- 1948年（昭和23年） - 岐阜県立岐阜工業高等学校へ改称、全日制課程に機械科・工業化学科・電気科・紡織科・色染料・土木科・普通科の7科を設け、定時制課程（修業年限4年、夜間授業）に機械科・工業化学科の2科を設ける。
- 1949年（昭和24年） - 全日制課程の普通科を廃止する。
- 1951年（昭和26年） - 定時制課程に紡織科を増設。
- 1958年（昭和33年） - 電気科を二分し、電気コースと電子コースとする。
- 1963年（昭和38年） - 全日制課程に工業計測科・電子科を増設。色染料を色染化学科と改称。
- 1973年（昭和48年） - 全日制課程および定時制課程の紡織科を繊維工学科と改称。
- 1976年（昭和51年） - 定時制課程の工業化学科募集停止となる。
- 1977年（昭和52年） - 定時制課程の繊維工学科募集停止となる。

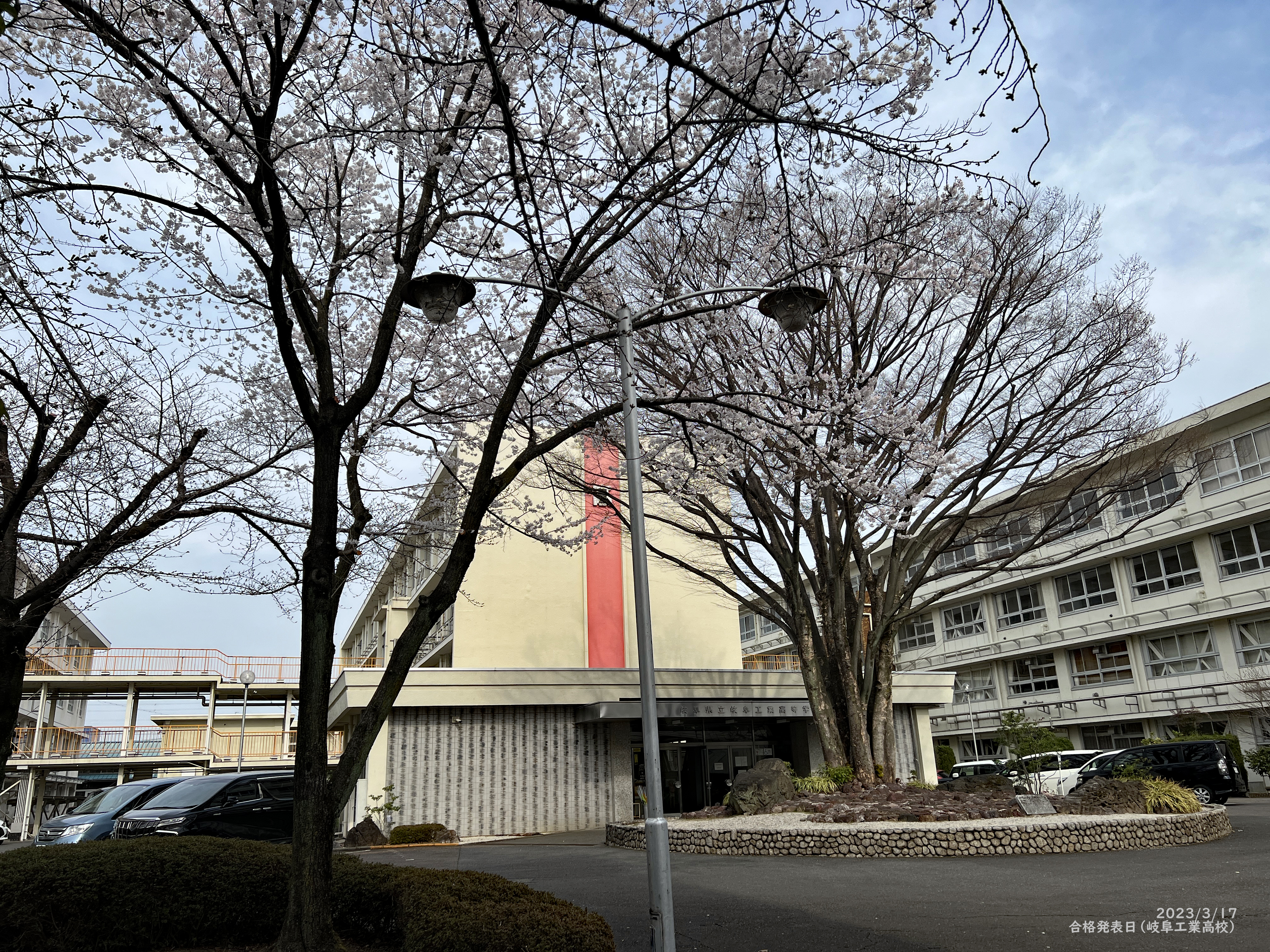
2023年（令和5年）撮影

- 2023年（令和5年）撮影1987年（昭和62年） - 全日制課程に電子機械科2クラス（82名）を増設。機械科1クラス（41名）減。工業計測科は募集停止となる。
- 1991年（平成3年） - 定時制課程の工業技術科2クラスを増設し、機械科・電気科は募集停止となる。
- 1992年（平成4年） - 全日制課程にテキスタイルデザイン工学科を増設。繊維工学科・色染化学科は募集停止。
- 1994年（平成6年） - 台湾の国立台南高級工業職業学校（今国立成功大学附属工業高等学校）と姉妹校提携調印式を行う。
- 1998年（平成10年） - 全日制課程に生活化学科・環境建設科・デザイン工学科を新設。工業化学科・土木科・テキスタイルデザイン工学科は募集停止
- 2000年（平成12年）
  - 全日制課程に設備システム科を新設。それに伴い、電子機械科は1クラスのみになる。
  - 岐工記念館が、登録有形文化財となる[1]。
- 2008年（平成20年） - 生活化学科が化学技術科に、環境建設科が建設工学科となる
- 2009年（平成21年） - 「岐工記念館」が、近代化産業遺産となる[1]。
- 2016年（平成28年）2月16日 - 「岐工記念館」が改修され、資料展示室を新設[1]。
- 2017年（平成29年）
  - 4月26日 - 航空宇宙産業の実習施設として「モノづくり教育プラザ」を新設[2]。
  - 4月19日 - 各務原市と連携協定に調印[3]。

## 部活動
運動系部活動では、バレーボール・レスリング・ラグビー・サッカー・ボクシング・バドミントンなどの多くの部が全国大会に出場して活躍している。特にサッカー部は2001年（平成13年）の全国高等学校サッカー選手権大会で大野聖吾監督に率いられて準優勝を果たした。文化系では、各種大会やイベントに積極的に参加し、地域との連携を密にしている。

### 運動部系
- 硬式野球部
- 陸上競技部
- 柔道部
- 剣道部
- バスケットボール部
- バレーボール部
- 卓球部
- テニス部
- バドミントン部
- サッカー部
- ラグビーフットボール部
- レスリング部
- ボクシング部

### 文化部系
- 写真部
- 放送部
- インターアクト部
- 演劇部
- 吹奏楽部
- 美術部
- 自動車部
- 機械研究部(旋盤部、溶接部)
- 電子機械研究部
- 設備システム研究部
- 建設研究部
- 化学研究部
- 電気研究部
- 電子研究部
- デザイン研究部
- 茶道同好会

## 進路状況
卒業生の約60%が就職、残りが四年制大学や専門学校に進学している。

## 著名な出身者
- 山本寛斎 （ファッションデザイナー）
- Mr.マリック （マジシャン）
- 佐野直史（サッカー選手、株式会社ファッズ代表取締役社長）
- 下川健一 （サッカー選手）
- 梅田高志 （サッカー選手）
- 片桐淳至 （サッカー選手）
- 後藤裕司 （サッカー選手）
- 荻晃太 （サッカー選手）
- 岩田卓也 （サッカー選手）
- 益山司 （サッカー選手）
- 高原寿康 （サッカー選手）
- 立花稜也（サッカー選手）
- 小澤大 （ラグビー選手）
- 足立匠（ラグビー選手）
- 福田力（総合格闘家）
- 薫田真広 （ラグビー選手、東芝ブレイブルーパス前監督、U20日本代表監督）
- 植松仁 （元ショートトラックスピードスケート選手）
- 松原達哉（心理学者、日本カウンセリング学会理事長）

## 著名な教職員
- 米さん（元Jリーガー）

## 交通アクセス
- 名鉄名古屋本線・竹鼻線「笠松駅」下車、徒歩で約5分。
- 岐阜バス笠松県庁線、笠松川島線「岐阜工業高校前」バス停下車、徒歩約1分。

## 姉妹校
- 台湾台南市国立成功大学附属台南工業高等学校（元国立台南高級工業職業学校）